# لويس سانتانا فيرا
لويس سانتانا فيرا (9 يوليو 1991 بغواياكيل في الإكوادور - ) هو لاعب كرة قدم إكوادوري في مركز الهجوم. لعب مع ليغا دي كيتو وديبورتيفو كوينكا وC.D. Técnico Universitario ‏ ونادي غواياكيل وRocafuerte F.C. ‏ وموشك رونا ‏.

## وصلات خارجية
- لويس سانتانا فيرا على موقع قاعدة بيانات كرة القدم.إي يو (الإنجليزية)